# Vriesea malzinei
Vriesea malzinei är en gräsväxtart som beskrevs av Charles Jacques Édouard Morren. Vriesea malzinei ingår i släktet Vriesea och familjen Bromeliaceae.

## Underarter
Arten delas in i följande underarter:
- V. m. disticha
- V. m. malzinei

## Bildgalleri

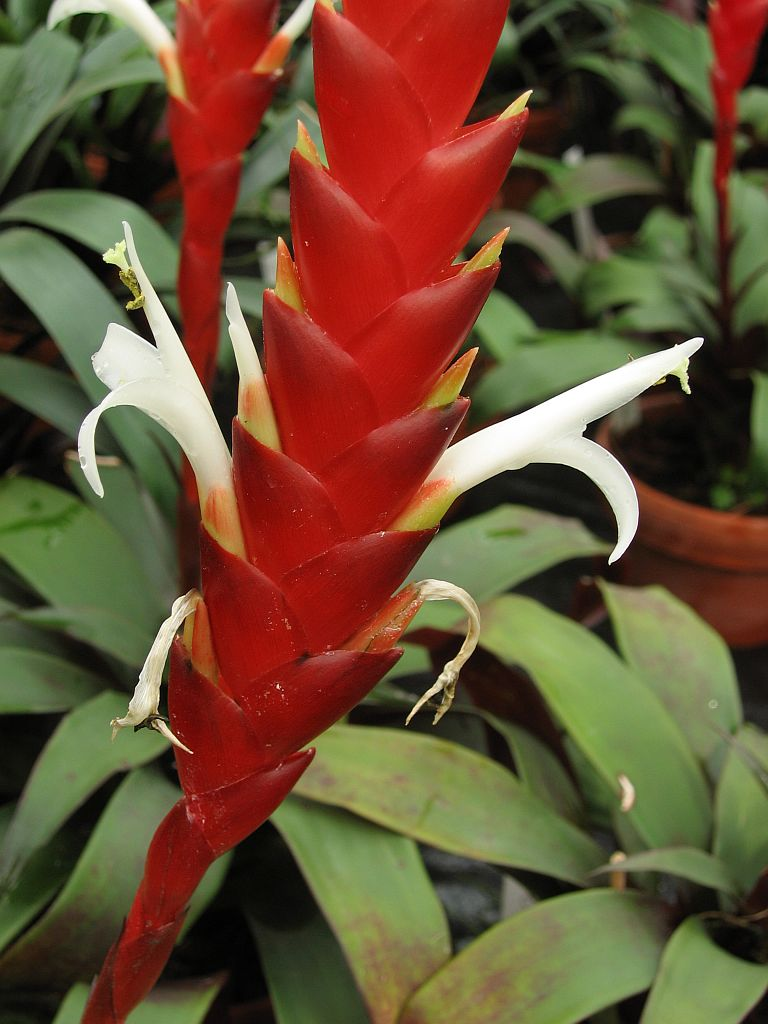